# Tintenlöscher

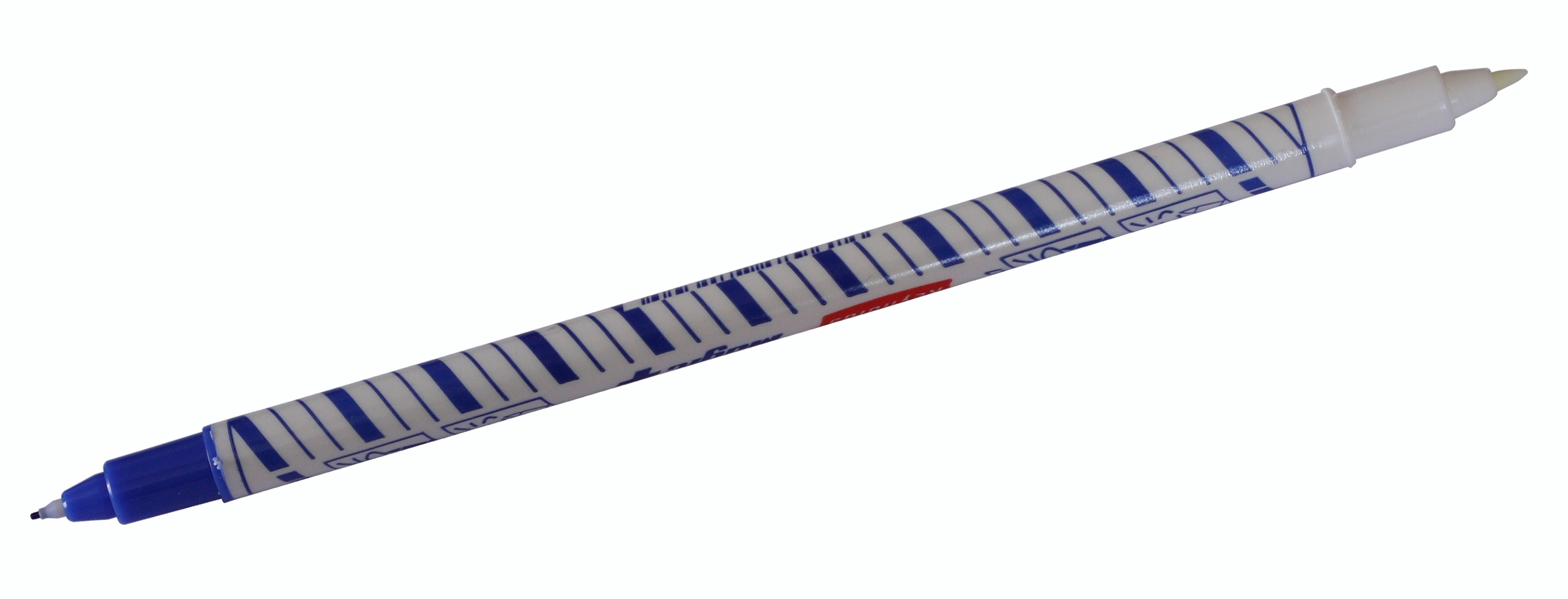
Tintenlöscher mit Korrekturstift

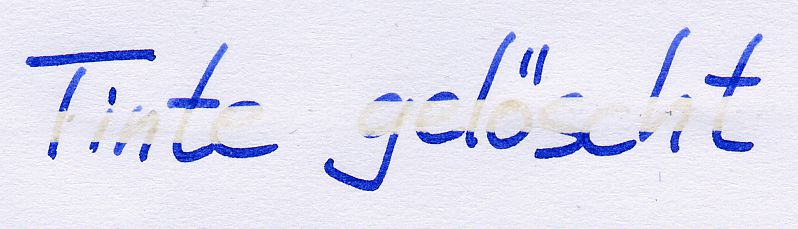
Tinte, teilgelöscht

Ein Tintenlöscher oder Tintenlöschstift, ugs. auch Tintenkiller, kurz Killer oder älter Tintentod genannt, ist ein Stift zum Korrigieren von mit meist nur blauer Tinte geschriebenen Texten. Regelmäßig besteht ein Tintenlöschstift aus zwei Teilen: Mit dem einen Ende kann die Tinte „unsichtbar“ gemacht, mit dem Filzstift am anderen Ende dann die korrigierte Stelle überschrieben werden.

## Geschichte

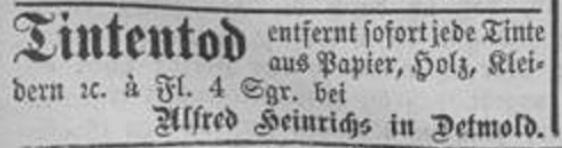
Anzeige im „Fürstlich Lippischen Regierungs- und Anzeigeblatt“ vom 18. Oktober 1876

Bereits vor 1900 waren industriell hergestellte Mittel zum Entfernen von Tinte unter den Bezeichnungen Radierwasser und Tintentod allgemein bekannt und im Handel erhältlich. Die ersten Exemplare im Handel enthielten die wirksame Substanz als gepressten Stift (ähnlich den Rasierstiften). Zum Gebrauch wurde dieser angefeuchtet und die Tinte damit gelöscht.
Nachfolgende Produkte, etwa das unter der Marke Pelikan seit ca. 1930 vertriebene, aus zwei Fläschchen bestehende Set, enthielten die Wirksubstanz als Lösung. Dazu zählt auch der 1972 als Neuheit auf den Markt gekommene Stift Tinten-Killer als Warenzeichen der damaligen Firma Kreuzer in Bonn. Ein baugleiches Modell vertrieb später Pelikan als Tintentiger.

## Wirkungsweise
Die in der Schule verwendeten nichtpigmentierten Tinten sind organische Farbstoffe. Sie haben einen Chromophor, einen Molekülteil mit frei beweglichen Elektronen, die durch Licht bestimmter Wellenlängenbereiche angeregt werden können. Das einfallende Licht wird daher in diesem Wellenlängenbereich absorbiert und in anderen Wellenlängenbereichen reflektiert. Die Wellenlängenverteilung ändert sich also bei der (partiellen) Reflexion, wodurch das reflektierte Licht eine Farbe bekommt. Als blaue Füllertinte werden vor allem Triphenylmethanfarbstoffe wie Wasserblau eingesetzt.
Wird die Beweglichkeit der Elektronen im farbgebenden konjugierten System jedoch gestört, z. B. durch die Substanzen eines Tintenlöschers, so verliert der Farbstoff seine Farbe. Im Fall der Triphenylmethanfarbstoffe reicht dazu häufig eine Beeinflussung des zentralen Kohlenstoffatoms aus, beispielsweise mit einem Nukleophil.

### Wirkstoffe
Im Wesentlichen sind drei unterschiedliche Methoden für die Wirkung des Tintenlöschers bekannt:
- Löschen mit Sulfiten: Hierbei lagern sich OH−- und HSO3−-Ionen an das zentrale Kohlenstoffatom der Farbstoffe an. Hierzu eignen sich z. B. Natriumsulfit (Na2SO3), Natriumhydrogensulfit (NaHSO3) oder Kaliumsulfit (K2SO3). Das Prinzip entspricht dem der Herstellung Fuchsinschwefliger Säure aus Fuchsin.
- Löschen mit Carbonaten: Eine andere, etwas weniger effektive Möglichkeit ist die Störung mit Carbonaten wie Natriumcarbonat (Na2CO3) oder Natriumhydrogencarbonat (NaHCO3). Hierbei lagern sich ebenfalls OH−-Ionen an das zentrale Kohlenstoffatom an.
- Löschen mit Thiosulfaten und Dithioniten: Neben einigen komplexeren Stoffen kommen auch Thiosulfate (z. B. Na2S2O3) oder Dithionite für Tintenkiller in Frage.

In der Praxis werden diese Reduktionsmittel noch durch andere Stoffe wie Alkohol oder Natriumcarbonat verstärkt.

### Aufheben des Löscheffekts
Die Tinte wird beim Löschvorgang wie oben beschrieben nicht zerstört, sondern nur unsichtbar gemacht. Die Rückumwandlung in eine sichtbare Form kann mit Aldehyden oder dem Dampf von etwa 36%iger Salzsäure erfolgen.
Eine weitere Alternative stellt bei entsprechender Konzentration Essigdampf dar.
Durch Erhitzen, möglichst mit Heißluft, kann der Löscheffekt bis zu einem gewissen Grade ebenfalls aufgehoben werden.
Auch wird nach längerer Zeit (mehrere Jahre, z. B. in alten Schulheften) die Tinte teilweise wieder sichtbar.

### Zauberstifte und „Geheimtinte“
Nach demselben Prinzip können mit einem Tintenkiller auch geheime Botschaften geschrieben werden, die sichtbar werden, wenn mit einem dicken Pinsel großflächig und nicht zu intensiv Tinte aufgetragen wird.
Es gibt etwa seit den 70er Jahren spezielle „Zauberstifte“, die eine dünne Schreibspitze und eine sehr dicke pinselartige Faserspitze haben, mit der ein meist ebenfalls unsichtbarer Farbstoff großflächig aufgetragen wird, der erst mit der „Geheimtinte“ zusammen farblich reagiert. Allerdings wird der Begriff „Zauberstift“ teilweise auch als Synonym für den Tintenkiller selbst verwendet.
Als Hausmittel für Geheimtinten können auch Zitronensaft, bestimmte Obstsäfte und Milch eingesetzt werden. Die Schrift wird meist unter Hitzeeinwirkung sichtbar, da die genannten Stoffe dann oxidieren und so eine farbliche Veränderung stattfindet, meist zu braun.

## Gesundheitsgefahr und Alternativen
Gerüchte um Krebsgefahr haben ihren Ursprung im Formaldehyd, das früher als Lösungsmittel verwendet wurde, aber nicht zur Wirksubstanz gehört.
Verbraucherschützer warnen jedoch weiterhin vor gesundheitsgefährdenden Substanzen. Sollte einfaches Durchstreichen nicht genügen, empfiehlt die Stiftung Naturschutz Berlin deswegen Korrekturbänder oder -roller („Mäuse“) als Deckfarben. Sie sind auf Wasserbasis erhältlich, teilweise sogar nachfüllbar oder aus Recyclingkunststoff gefertigt.